# Ligne 55A (Infrabel)
La ligne 55A est une ancienne ligne de chemin de fer belge qui reliait Zelzate à Eeklo. Concédée à la Compagnie du chemin de fer d'Eecloo à Anvers. Ouverte en 1871, elle ferme entre 1950 et 1976.

## Historique

### Genèse
En 1866, la Compagnie du chemin de fer d'Eecloo à Anvers obtient en concession un chemin de fer devant relier Eeklo à la rive gauche de l'Escaut, en face d'Anvers. La gare anversoise se trouvera soit à côté de la gare d'Anvers (Vlaamse Hoofd) du chemin de fer d'Anvers à Gand et la ligne croisera celles des compagnies de Gand-Terneuzen, Lokeren à Zelzate et Malines-Terneuzen.
L'année suivante, elle met sa concession entre les mains de la Société générale d'exploitation de chemins de fer (SGE) qui doit réaliser les travaux de construction, exécutés par la Compagnie des bassins houillers du Hainaut dont l'actionnaire majoritaire est l'homme d'affaire Simon Philippart.
Dès 1870, l’État belge démantèle la SGE en rachetant 601 km de lignes, construites ou projetées, et charge les Bassins Houillers de réaliser les lignes non encore achevées ainsi qu'un nouveau lot de lignes nouvelles, le tout pour le compte de l’État. Mais les lignes des Flandres (en particulier la Flandre-Occidentale) ne sont pas concernées.

### Mise en service
La section d'Eeklo à Assenede est mise en service le 15 avril 1871 ; le prolongement vers Zelzate est utilisé depuis 1869 par la Compagnie de Lokeren à Zelzate[réf. nécessaire] qui a également réalisé la section vers Moerbeke-Waes que le chemin de fer en direction d'Anvers partagera.
Le 20 octobre 1873, le Chemin de fer d'Eecloo à Anvers est complété par une nouvelle section en direction de Saint-Gilles-Waes, où elle se rattache à la ligne du Malines-Terneuzen, non loin de Saint-Nicolas.
La ligne n'atteindra cependant jamais Anvers, si ce n'est par le biais de la section Sint-Niklaas - Anvers (rive gauche) de la ligne ligne d'Anvers (rive gauche) à Gand, mise à l'écartement normal par l'État en 1897.
La déroute financière du groupe constitué par Philippart conduit à la faillite des Bassins Houillers et à la dissolution du syndicat regroupant les dernières concessions. L'Administration des chemins de fer de l'État belge, future SNCB, reprend celle d'Anvers-Eecloo le 1er juillet 1878.
À la sortie de Zelzate, la destruction du pont sur le canal Gand-Terneuzen par les Allemands en 1918 met fin au trafic en direction d'Anvers jusqu'en 1928. Le sabotage du pont en 1940 coupe définitivement l'axe entre Eeklo et le Pays de Waes. Les trains venant d'Eeklo ont leur terminus à Zelzate tandis que ceux venant de Saint-Gilles-Waes ou Lokeren s'arrêtent de l'autre côté du canal.
La ligne 55A ferme aux voyageurs le 1er août 1950. Plus aucun train de marchandises n'utilisant la section entre Assenede et Kaprijke, elle est démontée dans les années 1960.
Entre Eeklo et Kaprijke, le trafic subsiste jusqu'en 1965. La même année, l'élargissement du canal Gand-Terneuzen provoque l'abandon de l'ancienne gare de Zelzate et la modification du tracé de la ligne 55A, qui se raccorde à celle du chemin de fer de Gand à Terneuzen (ligne 55) sur la nouvelle rive gauche du canal. Conséquence de la disparition de l'ancien canal, les trains peuvent à nouveau atteindre les industries de Zelzate (rive droite du nouveau canal) mais aucun pont ferroviaire n'est prévu. À la place, une ligne nouvelle vers Gand est réalisée sur la rive droite.
La section de Zelzate à Assenede est finalement fermée en 1976 et démantelée deux ans plus tard.
Après l'abandon du reste de la ligne, une piste cyclable est réalisée entre Zelzate et Boekhoute ; il est prolongé jusque Bassevelde et Eeklo en 2003 et 2017.

## Caractéristiques
Longue de 22,3 km, la ligne possède quatre stations intermédiaires à l'origine : Assenede, Boekhoute, Bassevelde, Kaprijke, ainsi qu'une halte à Lembeke. Son tracé tortueux se rapprochant de la frontière lui permettait de desservir davantage de localités.
Le plan type des bâtiments de Boekhoute, Bassevelde, Kaprijke ainsi que la gare de Stekene sur la ligne vers Saint-Gilles-Waes est identique (l'aspect d'Assenede est complètement différent et le bâtiment a été transformé avec des éléments art-déco). Ce plan était vraisemblablement similaire à celui de la gare de Trazegnies, construit en 1869 sur la ligne de ceinture de Charleroi, avant que l’État ne reprenne la concession, décidant d'ériger des bâtiments différents. Il présente aussi des ressemblances avec les gares de la Compagnie du chemin de fer de Courtrai à Braine-le-Comte (Zwevegem, Moen-Heestert, Avelgem et Amougies) qui reprennent la même partie centrale mais encadrée par des ailes hautes symétriques.
Les gares d'Eeklo et Zelzate ont été construites auparavant par les chemins de fer exploitant les lignes Gand-Terneuzen et Malines-Terneuzen. Assenede suit le style de la Compagnie de Lokeren, qui a également réalisé les gares de Wachtbeke, Eksaarde et le bâtiment d'origine à Moerbeke-Waes.
La ligne restera durant toute son existence à simple voie avec une voie de croisement dans la plupart des arrêts.
Un canal de drainage suit en partie la ligne 55A, il en est de même pour la ligne 77, également transformée en chemin cycliste et piéton.
Seuls le bâtiment de la gare de Boekhoute ainsi que quelques maisons de passage à niveau[réf. souhaitée] subsistent. À Assenede le bureau de poste a été bâti à la place de la gare après sa fermeture aux voyageurs.